# 베스트! 모닝구무스메 1
베스트! 모닝구무스메 1(ベスト! モーニング娘。1, Best Morning Musume 1)은 2001년 1월 31일에 발매된 모닝구무스메의 첫 번째 베스트 앨범이다.

## 수록곡
1. LOVEマシーン
작사, 작곡 : 층쿠 / 편곡 : 댄스☆맨
2. 抱いてHOLD ON ME!
작사, 작곡 : 층쿠 / 편곡 : 마에지마 야스아키
3. 恋のダンスサイト
작사, 작곡 : 층쿠 / 편곡 : 댄스☆맨
4. サマーナイトタウン
작사, 작곡 : 층쿠 / 편곡 : 마에지마 야스아키
5. ハッピーサマーウェディング
작사, 작곡 : 층쿠 / 편곡 : 댄스☆맨 / 혼 어렌지 : 가와마쓰 히사요시[1]
6. I WISH
작사, 작곡 : 층쿠 / 편곡 : 고노 신
7. 恋愛レボリューション21
작사, 작곡 : 층쿠 / 편곡 : 댄스☆맨
8. Memory 青春の光
작사, 작곡 : 층쿠 / 편곡 : 마에지마 야스아키
9. 真夏の光線
작사, 작곡 : 층쿠 / 편곡 : 고노 신
10. モーニングコーヒー
작사, 작곡 : 층쿠 / 편곡 : 사쿠라이 데쓰타로
11. ふるさと
작사, 작곡 : 층쿠 / 편곡 : 고니시 다카오
12. Say Yeah! -もっとミラクルナイト-
작사, 작곡 : 층쿠 / 편곡 : 고니시 다카오
13. DANCEするのだ!
작사, 작곡 : 층쿠 / 편곡 : 댄스☆맨
14. Never Forget
작사, 작곡 : 층쿠 / 편곡 : 고니시 다카오
15. 愛の種
작사, 작곡 : 사에키 겐조 / 편곡 : 사쿠라이 데쓰타로

## 참여 멤버
※괄호는 트랙 번호
- 나카자와 유코 (전부)
- 이시구로 아야 (1, 2, 4, 8 ~ 11, 14, 15)
- 이이다 카오리 (전부)
- 아베 나츠미 (전부)
- 후쿠다 아스카 (2, 4, 8, 10, 14, 15)
- 야스다 케이 (10, 15 제외 전부)
- 야구치 마리 (10, 15 제외 전부)
- 이치이 사야카 (6, 7, 10, 12, 15 제외 전부)
- 고토 마키 (1, 3, 5 ~ 7, 12, 13)
- 이시카와 리카 (5 ~ 7, 12)
- 요시자와 히토미 (5 ~ 7, 12)
- 쯔지 노조미 (5 ~ 7, 12)
- 카고 아이 (5 ~ 7, 12)

## 차트 및 판매량
- 주간최고순위 1위, 등장횟수 33회 (오리콘 차트)
- 2001년 2월 월간순위 1위 (오리콘 차트)
- 2001년 연간순위 5위 (오리콘 차트)
- 골드
- 2밀리언 (일본 레코드 협회)
- 2012년 1/4분기 기준 약 230만장판매